# Hampton Wildman Parker
Pour les articles homonymes, voir Parker.
Hampton Wildman Parker est un herpétologiste britannique, né le 5 juillet 1897 à Giggleswick et mort le 2 septembre 1968.

## Biographie
Il fait ses études à l’université de Cambridge au Selwyn College où il obtient son Bachelor of Arts en 1923 et son Master of Arts en 1935. En 1923, il succède à Joan Beauchamp Procter (1897-1931) au Natural History Museum de Londres, puis, de façon provisoire, prend la succession de George Albert Boulenger (1858-1937). Durant la Seconde Guerre mondiale, il travaille pour l’amirauté mais retourne dès 1945 au Muséum où il contribue à la réparation des dommages causés par la guerre. En 1947, il prend la tête du département de zoologie de l’institution. En 1949, il obtient un doctorat de sciences à l’université de Leyde avec une thèse portant sur les serpents de Somalie. Il prend sa retraite en 1957 et alors fait commandeur de l’Ordre de l'Empire britannique. Parker fait paraître plus de cent publications scientifiques et s’intéresse à l’herpétofaune de tous les pays, y compris fossile. Il travaille en particulier sur les grenouilles des familles des Microhylidae et de Leptodactylidae. Il étudie également les lézards et les serpents de Somalie. Après sa retraite, il se consacre à des ouvrages de vulgarisation comme Snakes of the World - Their Ways of Means and Living (1963) et, avec Alice Georgie Cruickshank Grandison (1927-), Natural History of Snakes (1965, réédité en 1977). La mort interrompt son travail sur un livre consacré aux amphibiens.